# توماس فيغيروا
توماس فيغيروا (بالإسبانية: Tomás Figueroa)‏ هو لاعب كرة قدم أرجنتيني في مركز حراسة المرمى، ولد في 20 أبريل 1995 في بوينس آيرس في الأرجنتين. لعب مع فيليز سارسفيلد.

## وصلات خارجية
- توماس فيغيروا على موقع قاعدة بيانات كرة القدم.إي يو (الإنجليزية)
- توماس فيغيروا على موقع Soccerway.com (الإنجليزية)